# Jeremi Wiśniowiecki

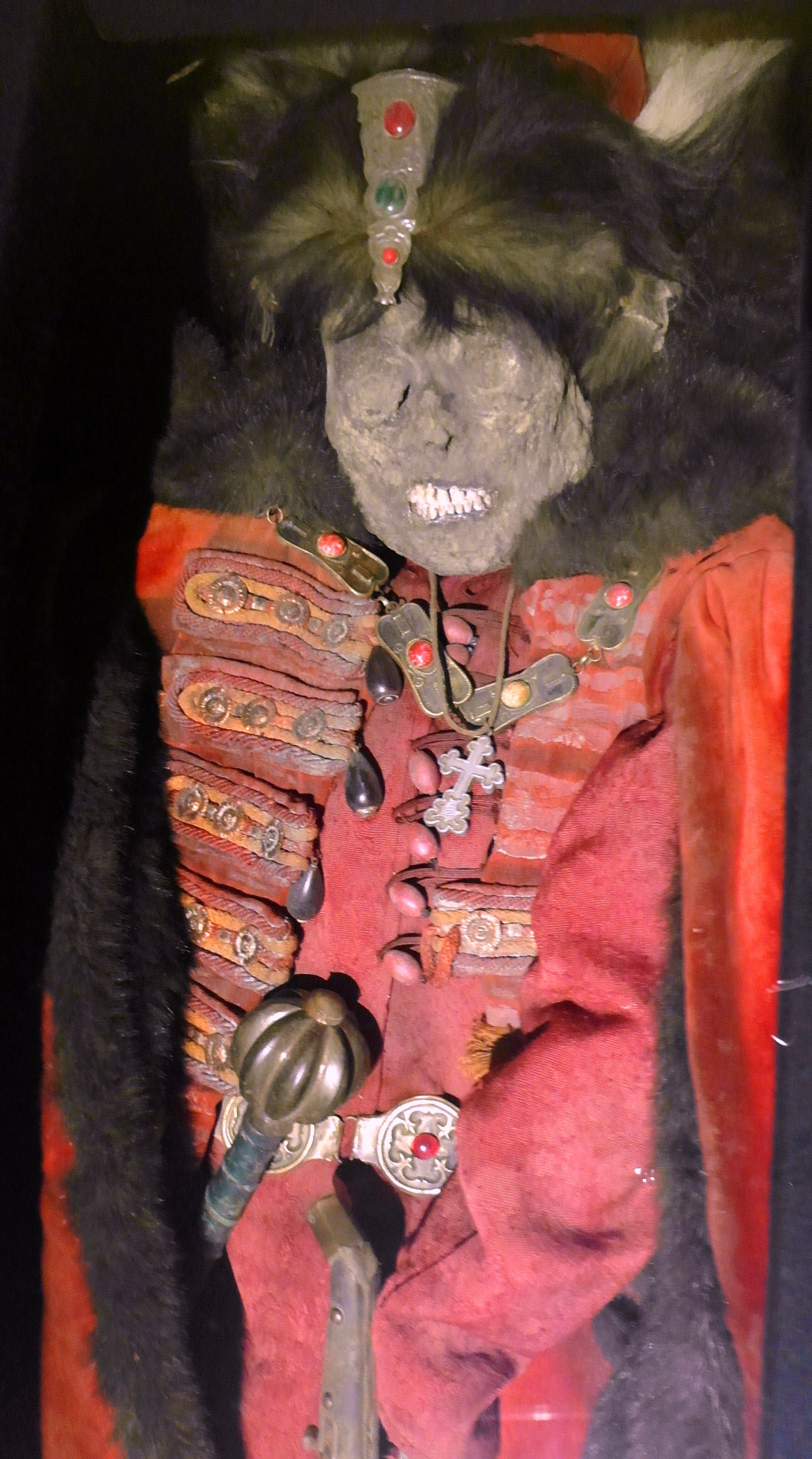
Domniemane zwłoki J. Wiśniowieckiego w krypcie klasztoru na Świętym Krzyżu

Jeremi Michał Korybut Wiśniowiecki (ukr. Єремі́я-Миха́йло Корибут-Вишневе́цький, zwany Jaremą lub Młotem na Kozaków) herbu Korybut (ur. 17 sierpnia 1612 w Łubniach, zm. 20 sierpnia 1651 w obozie pod Pawołoczą) – książę na Wiśniowcu, Łubniach i Chorolu, dowódca wojsk koronnych, wojewoda ruski od 1646, starosta przemyski, starosta przasnyski w 1649 roku, starosta nowotarski, hadziacki, kaniowski.
Ojciec króla polskiego Michała Korybuta Wiśniowieckiego. Syn Michała Wiśniowieckiego, starosty owruckiego i córki hospodara mołdawskiego Jeremiasza – Rainy Mohylanki. Pierwotnie wyznawca prawosławia, przeszedł na katolicyzm.

## Życiorys
W wieku 4 lat stracił ojca, który zginął otruty przez prawosławnego kapłana należącego do przeciwników osadzonego przez Polaków hospodara. Trzy lata później zmarła matka Jeremiego Wiśniowieckiego. Wychowywany był przez swego stryja Konstantego Wiśniowieckiego. Kształcił się w kolegium jezuitów we Lwowie, po którego ukończeniu przeszedł z prawosławia na katolicyzm. Pomimo zmiany wiary, nie prześladował prawosławia, nakazał m.in. otoczyć opieką cerkiew w rodzinnym zamku, w której pochowani byli jego rodzice. Po zakończeniu kształcenia w kolegium lwowskim wyjechał za granicę. Przebywał m.in. w Rzymie i Padwie, a w 1630 r. zapisał się do albumu uniwersytetu bolońskiego.
Wiśniowiecki odziedziczył dobra ziemskie na Wołyniu i Ukrainie, które powiększył za swojego życia. Przeprowadził także udane zasiedlenie słabo zaludnionych ziem na lewobrzeżnej Ukrainie, osadzając na tych ziemiach wielokrotnie więcej osadników niż przodkowie. W 1640 roku w jego majątkach było łącznie 7603 domów, a pięć lat później – 38 000. Wiśniowiecki dobrze także dbał o ochronę majątku przed najazdami tatarskimi, przekazywał pieniądze na fundacje kościołów, cerkwi, miasteczek oraz na prawosławne i katolickie szkolnictwo. Dodatkowo w lutym 1648 roku Wiśniowiecki otrzymał od króla Władysława IV obszary wokół porohów dnieprzańskich, na których znajdowała się główna siedziba kozaków. Przez długi czas nie był intensywnie zainteresowany sprawami publicznymi i angażował się w nie głównie w przypadku bezpośredniego zagrożenia swoich interesów.
Pierwsze doświadczenie wojskowe zdobywał w Niderlandach, gdzie był obserwatorem oblężenia Maastricht w 1632 r. Po powrocie do Rzeczypospolitej uczestniczył w kolejnych kampaniach: w wojnie smoleńskiej (1633–1634) jako podkomendny na czele regimentu piechoty i dragonów i w kilku wyprawach wojennych na pograniczu polsko-moskiewskim, dowodząc własnym wojskiem prywatnym, którego liczebność podczas jednej z nich wyniosła 4 tys. żołnierzy. W latach 1637–1638 brał udział w tłumieniu powstania kozackiego Dymitra Huni, podczas którego dowodził w mniejszych bitwach, z których znamy dokładniej starcia pod Żołninem 13 czerwca 1638 r. W czasie tego powstania wraz z hetmanem Mikołajem Potockim z powodzeniem oblegał tabor kozacki nad Starcem. Walczył w wojnie z Tatarami w latach 1640–1646. W dniu 6 sierpnia 1643 roku nad Sułą pokonał Tatarów pod wodzą Omara agi. Walczył też w bitwie pod Ochmatowem w 1644, gdzie dowodził lewym skrzydłem.
W 1644 r. po fałszywej informacji o śmierci Adama Kazanowskiego oblegał i podbił jego posiadłość w Rumnie, za co został skazany na wygnanie. Po przedstawieniu mocnych dowodów do Rumna, otrzymał wsparcie od sejmików i później od Sejmu i króla. W styczniu 1646 r. nad Merlem, prowadząc do boju 4 tys. żołnierzy, pobił ordę wracającą z Moskwy z wziętą w jasyr ludnością. 4 kwietnia 1646 r. został wojewodą ruskim, po Jakubie Sobieskim, który zwolnił ten urząd, gdy został kasztelanem krakowskim po zmarłym 11 marca 1646 Stanisławie Koniecpolskim.
Był elektorem Jana II Kazimierza w 1648 roku z województwa ruskiego, podpisał jego pacta conventa.
Odegrał znaczącą rolę w tłumieniu powstania Chmielnickiego (1648–1651) (m.in. bitwa pod Konstantynowem). Jako jeden z ostatnich wycofał się spod Piławiec (1648) do Lwowa. We Lwowie wojsko wymogło na nim przyjęcie funkcji regimentarza. W październiku 1648 sejm oficjalnie zatwierdził jego nominację na regimentarza wielkiego koronnego. Jednak 9 lutego 1649 podczas sejmu koronacyjnego w Krakowie król Jan Kazimierz odebrał Wiśniowieckiemu buławę regimentarską zatrzymując ją dla siebie. 
Wiśniowiecki faktycznie dowodził obroną Zbaraża (1649), choć formalnie dowódcą, z królewskiej nominacji, był regimentarz Andrzej Firlej. Na sejmie 1649/1650 roku wyznaczony z Senatu na komisarza komisji wojskowej lubelskiej, która zająć się miała wypłatą zaległych pieniędzy wojsku. Przyczynił się do zwycięstwa nad siłami kozacko-tatarskimi w bitwie pod Beresteczkiem (1651), gdzie dowodził jazdą lewego skrzydła.

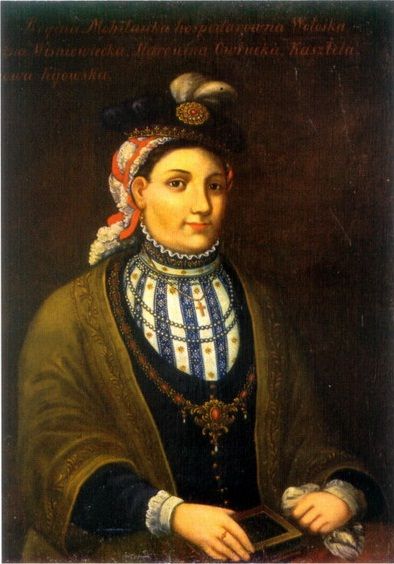
Raina Mohylanka, matka Jeremiego

Dziedzic wielkich dóbr w województwie ruskim, wołyńskim i przede wszystkim kompleksu dóbr łubniańskich w województwie kijowskim na Zadnieprzu. Intensywnie kolonizował Zadnieprze. Posiadał własną armię, której liczebność wahała się od 2000 do 6000 żołnierzy.
Wiśniowiecki zmarł w czasie kampanii wojennej w niedzielę 20 sierpnia 1651 roku w Pawołoczy. Młody wiek i śmierć po nagłej, tygodniowej chorobie (maligna) wzbudziły podejrzenia o otrucie, ale sekcja zwłok tego nie potwierdziła. Wiśniowiecki chciał być pochowany w rodzinnym Wiśniowcu, tamtejszy kościół był jednak zniszczony, wobec tego pochowano go w krypcie klasztoru na Świętym Krzyżu.
W 1936 roku, kiedy opactwo przejęli oblaci, postanowili otworzyć Kryptę Oleśnickich, gdzie pierwotnie spoczywał książę. Ponieważ jednak nie dysponowano żadnymi dokumentami pochówku, uznano za zwłoki Jeremiego ciało, spoczywające w centralnie położonej trumnie. Już w okresie międzywojennym ich autentyczność podważał biograf magnata, Władysław Tomkiewicz, który argumentował, że ciało spłonęło w czasie pożaru w 1777 roku. Badania sądowo-lekarskie z 1980 wykazały, że zwłoki należały do innej osoby, wyższej od księcia i zmarłej w bardziej podeszłym wieku niż Wiśniowiecki. Nie znaleziono też śladów autopsji, wykonanej w XVII wieku; prawdopodobnie jednak osoba ta żyła w tym samym okresie historycznym.
Jeremi Wiśniowiecki przeszedł z prawosławia na katolicyzm w obrządku łacińskim w 1632 wbrew wyraźnemu zakazowi (klątwie), jaki uczyniła mu za życia matka Raina Wiśniowiecka (bliska krewna św. Piotra Mohyły, prawosławnego metropolity kijowskiego).

## Oceny
Jeremi Wiśniowiecki cieszył się wielką popularnością wśród szlachty, która widziała w nim obrońcę swoich tradycji, patriotę oraz utalentowanego militarnego wodza. Uratował życie wielu przedstawicielom szlachty z Zaporoża oraz Żydom. Część owych Żydów rozpowszechniała później legendę kniazia Jaremy. Żydowski kronikarz Natan Hannower pisał o jego roli w ratowaniu uciekinierów z kozackiej pożogi:

…niósł ich, jak na skrzydłach orlich, aż ich przeprowadził dokąd chcieli. Gdy im groziło niebezpieczeństwo z tyłu kazał im iść przed sobą, a gdy im groziło z przodu, wówczas on maszerował przed nimi, jako tarcza i puklerz, a oni za nim kładli się obozem.

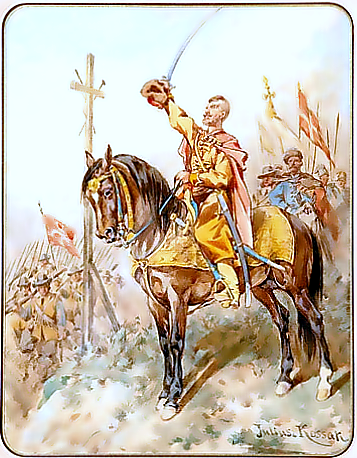
Książę Wiśniowiecki odprawiający wojska (akwarela Juliusza Kossaka)

Z tego też powodu postać Jaremy jest idealizowana przez współczesnych żydowskich historyków.
Postać Wiśniowieckiego została wyidealizowana w Trylogii Henryka Sienkiewicza, jednak już wśród XIX-wiecznych historyków książę budził kontrowersje, głównie ze względu na bardzo brutalną formę sprawowania władzy, która jednak umożliwiła mu przejęcie i utrzymanie wielu kresowych posiadłości. Dużo wątpliwości budzi również stosowana przez Jaremę polityka tłumienia powstania Chmielnickiego, poprzez stosowanie okrutnych represji (m.in. wbijania na pal), choć należy podkreślić, że ówczesne prawo, np. za napad na drodze przewidywało łamanie kołem, ćwiartowanie żywcem lub właśnie wbicie na pal. Jeremi wykonywał na Kozakach kary przewidziane ówczesnym prawem dla rozbójników, uznając, że na nie zasłużyli. Należy jednocześnie zwracać uwagę, że Jeremi jak surowo karał za bunt, tak sowicie wynagradzał za lojalność. Niejednoznaczne są oceny zdolności wojskowych Jaremy. Paweł Jasienica odmawiał mu talentu dowódczego, Jan Widacki – przyznawał. W 2018 ukazała się powieść biograficzna ustosunkowująca się do postaci księcia.

## Nawiązania w kulturze
- Jeremi Wiśniowiecki jest jednym z bohaterów powieści Henryka Sienkiewicza Ogniem i mieczem, gdzie przedstawiono go jako postać pozytywną. W filmie z 1962 zagrał go Nerio Bernardi, zaś w  ekranizacji z 1999 w tę rolę wcielił się Andrzej Seweryn.
- Jest również bohaterem wiersza i pieśni Jacka Kaczmarskiego Kniazia Jaremy nawrócenie.
- Występuje epizodycznie w powieści Bohdana Królikowskiego Fortalicium Marianum jako jeden z uciekinierów spod Piławiec.